# Otto Heinz Jahn
Otto Heinz Jahn, auch als Ottoheinz Jahn geführt (* 19. März 1906; † September 1953 bei Hamburg), war ein deutscher Journalist, Filmfunktionär, Filmdramaturg, Lektor beim Rundfunk und Drehbuchautor.

## Leben und Wirken
Über Jahns Herkunft und seine frühen Jahre ist wenig bekannt. Seine berufliche Laufbahn begann er als Journalist. Im Dritten Reich machte er rasch Karriere. Er sprach den Kommentar zu dem 1935 erschienenen 54-minütigen propagandistischen Dokumentarfilm Hände am Werk, einer Auftragsarbeit der Reichspropagandaleitung der NSDAP, und avancierte 1937 an dieser Dienststelle zum Chefdramaturgen von deren Filmherstellungsgruppe. 1938 wurde Jahn mit der Herstellung von dokumentarischen NS-Propagandafilmen, etwa zum Anschluss Österreichs (Wort und Tat), beauftragt und war bei zwei weiteren Dokumentarfilmen zu Beginn des Zweiten Weltkriegs Regieassistent. Er stieg dann infolge der erzwungenen Demission (1940) des filmischen Dilettanten Ernst Leichtenstern erst zum Produktionschef der UFA auf, ehe man ihn wenig später sogar in den Vorstand dieser Gesellschaft holte. In dieser Zeit blieb Jahn auch weiterhin publizistisch tätig und verfasste beispielsweise die 1942 veröffentlichte Schrift „Über den Schauspielernachwuchs“ (in der Publikation „Der deutsche Film. Zeitschrift für Filmkunst und Filmwirtschaft“, Heft 1, Berlin Juli 1942). 1943 avancierte Otto Heinz Jahn schließlich zum Produktionschef der Berlin-Film.
Gleich nach dem Krieg wurde Otto Heinz Jahn trotz seiner jüngst zurückliegenden Topkarriere im NS-Film eine Zeit lang künstlerischer Leiter der Berliner CCC-Film des jüdischen Holocaust-Überlebenden Artur Brauner und befasste sich dort auch mit der Herstellung eines Holocaust-Films (Morituri). Danach ließ sich Jahn in Hamburg nieder und fand dort einen Job als Lektor beim NWDR. Nebenbei begann er nunmehr, erneut für zwei Holocaust-Überlebende (Gyula Trebitsch und Walter Koppel von der Real-Film), auch Drehbücher zu schreiben – 1952 geriet er mit dem Eisenbahnermelodram Lockende Sterne in den Mittelpunkt eines Plagiatvorwurfs –, bis er 1953 bei einem Unfall nahe der Hansestadt ums Leben kam. Zu diesem Zeitpunkt hatte er gerade eine Drehbuchvorlage zu der Schnulze Der Mann meines Lebens, von der Kritik als „freudlos“ und „moralinsauer“ geziehen, entworfen. Sein Drehbuch zu Ännchen von Tharau, einem überaus gefühligen Liebesfilm “mit allem, was dazu gehört: Herz, Schmerz, Volkslieder, Trachten, heile Gegend”, wurde erst nach seinem Tode umgesetzt. Otto Heinz Jahn war mit der Schauspielerin Maria Milde liiert, lebte jedoch vor seinem Tod mit seiner Frau Magarete Jahn zusammen.

## Filmografie
Als Drehbuchautor, wenn nicht anders angegeben
- 1938: Wort und Tat (Dokumentarfilm, Regiebeteiligung)
- 1940: Die letzte Garbe (Dokumentarfilm, Regiebeteiligung)
- 1940: Unsere Kinder, unsere Zukunft (Dokumentarfilm, Regiebeteiligung)
- 1949: Die letzte Nacht
- 1949: Schatten der Nacht
- 1949: Mädchen hinter Gittern
- 1952: Lockende Sterne
- 1954: Ännchen von Tharau